# 湖北石楠
湖北石楠（学名：Photinia bergerae）为蔷薇科石楠属下的一个种。

## 扩展阅读
- 維基物種上的相關：湖北石楠